# Slaget vid Stresow
Slaget vid Stresow, även känt som Landstigningen vid Gross Stresow, ägde rum den 9 november 1715 (enligt den svenska kalendern; 8 november enligt den julianska och 16 november enligt den gregorianska) under det stora nordiska kriget när danska, sachsiska och preussiska trupper landsteg nära fiskebyn Gross Stresow på sydkusten av ön Rügen i Svenska Pommern. Landstigningen följdes av ett kavalleriangrepp från öns svenska försvar, under befäl av kung Karl XII, som trots dess brist på trupper valde att attackera det befästa lägret. Svenskarna lyckades komma förbi de spanska ryttarna och gjorde en genombrytning, men blev snabbt tillbakaslagna och drog sig tillbaka efter svåra förluster.
Cirka 500 svenskar var antingen döda eller sårade och samtliga kanoner blev erövrade. De allierade förlusterna (döda eller sårade) blev 93 danskar, 36 sachsare och 49 preussare. Det här var sannolikt det första kända fältslaget med Karl XII som befälhavare där han förlorade. Med landstigningen säkrad fortsatte koalitionstrupperna att bekämpa de sista kvarvarande svenskarna på Rügen, och när ön blev slutligen ockuperat anslöt sig koalitionstrupperna med belägringstrupperna vid Stralsund.